# دهستان وریورا
 دهستان وریورا (به لاتین: Veriora Parish) یک دهستان در استونی است که در شهرستان پولوا واقع شده‌است.

## خصوصیات
دهستان وریورا ۲۰۰٫۴۲ کیلومترمربع مساحت و ۱٬۵۲۱ نفر جمعیت دارد.